# Джон Фрімен-Мітфорд, 1й барон Редесдейл

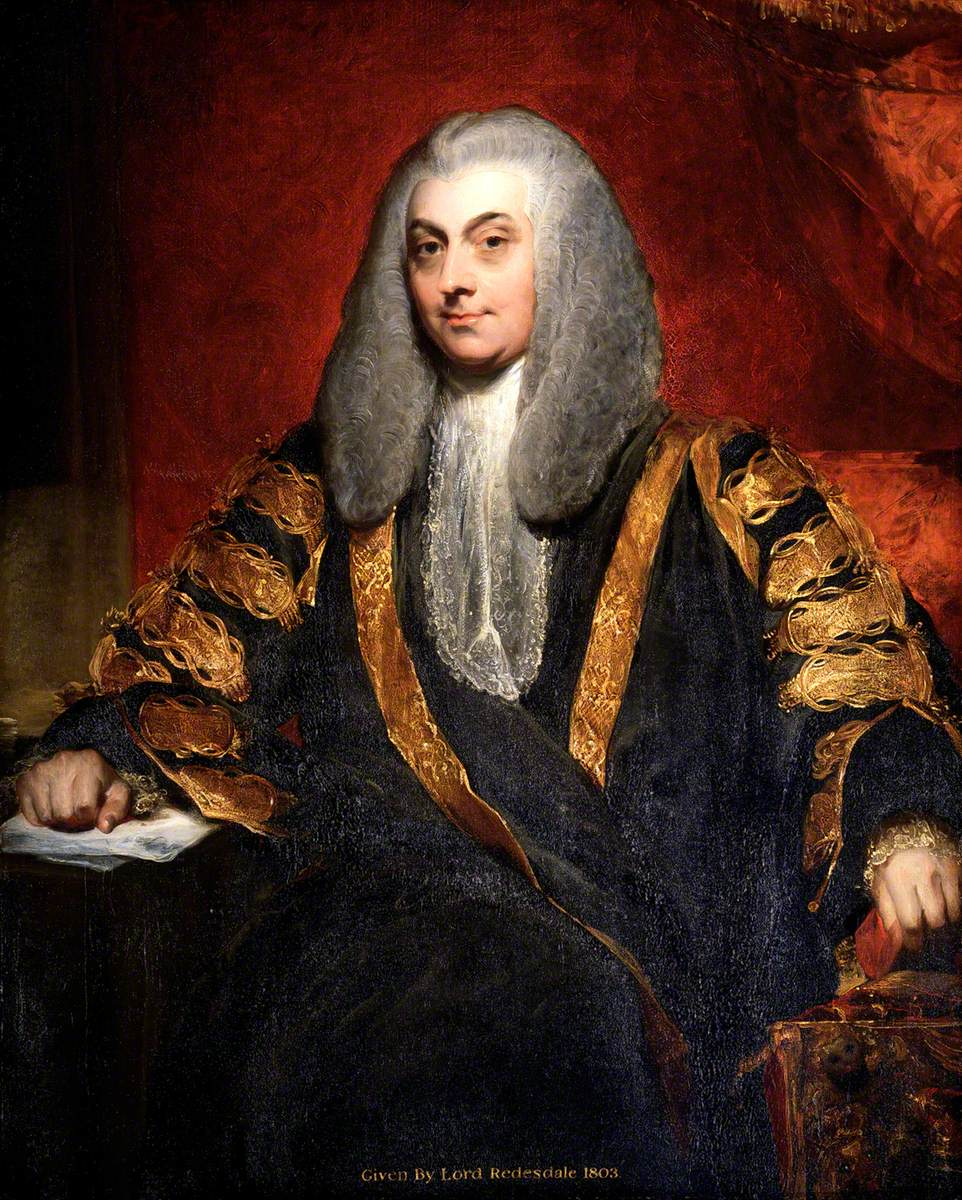
Джон Фрімен-Мітфорд (1748 – 1830) – І барон Редесдейл. Портрет пензля художника Томаса Ловренса.

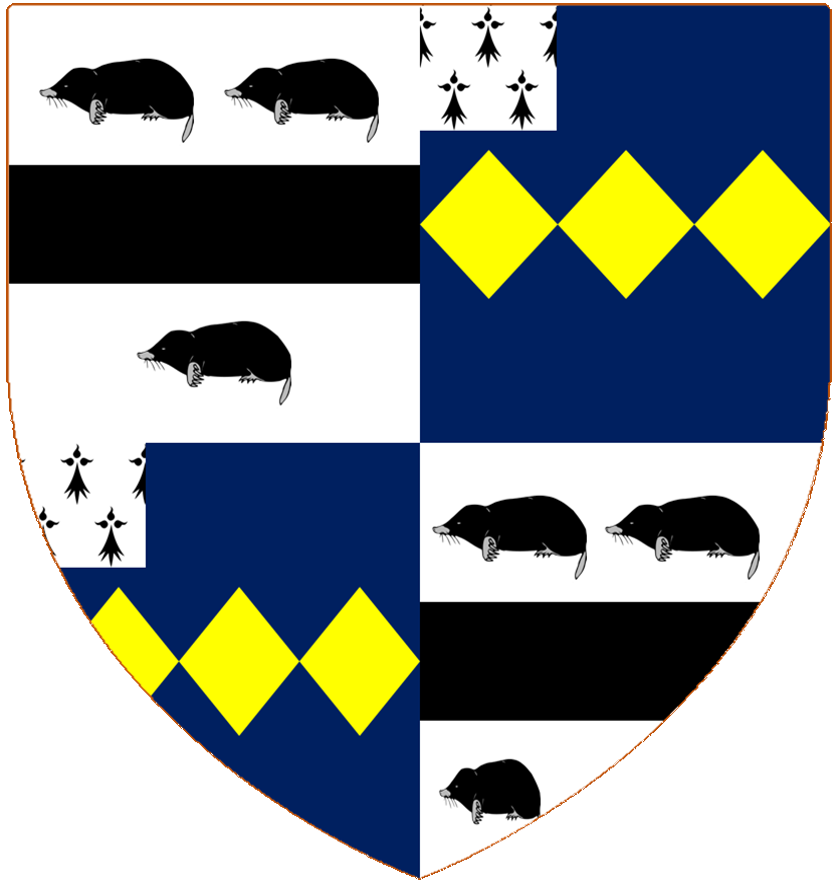
Герб лордів Редесдейл.

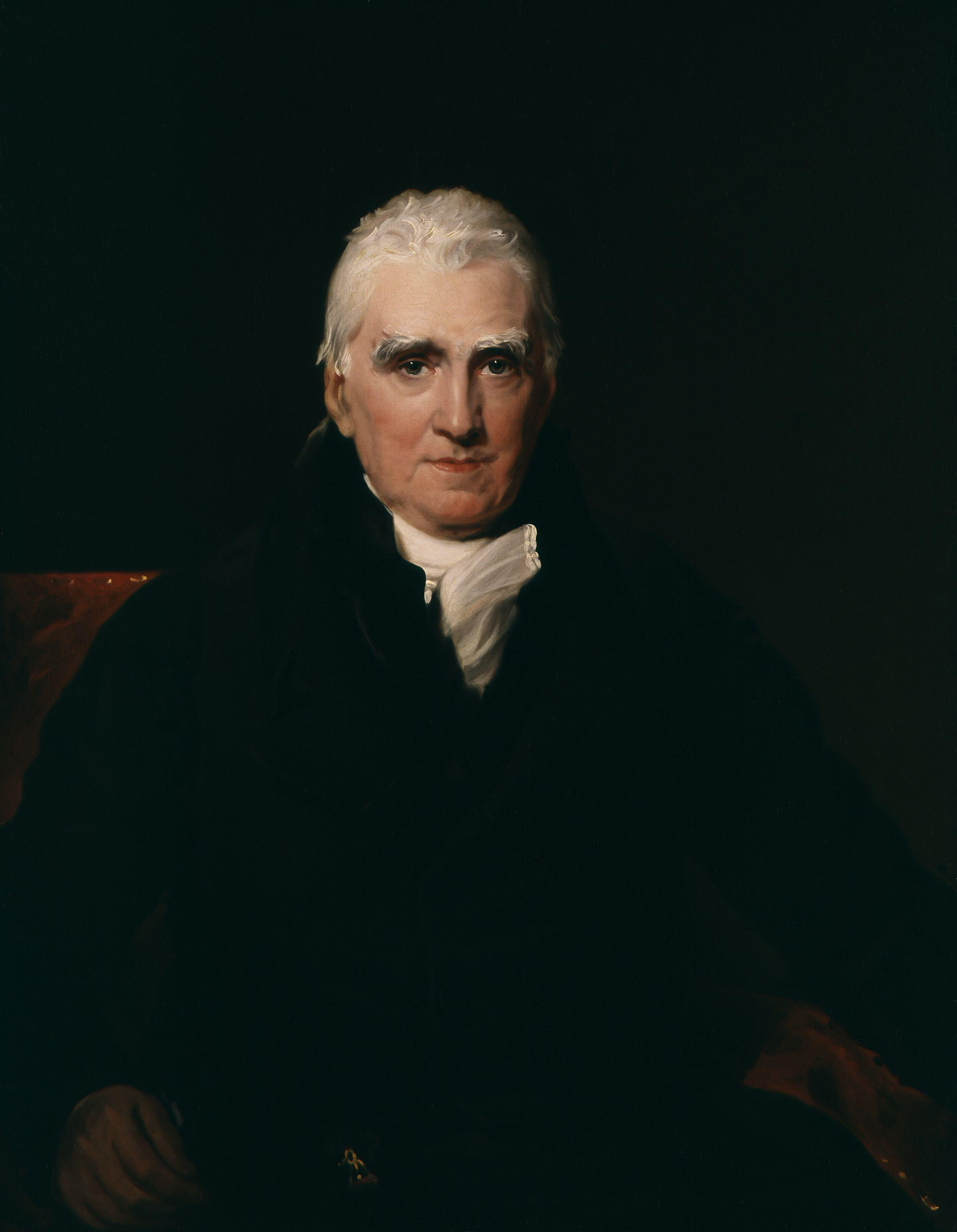
Джон Скотт (1751 – 1838) – І граф Елдон.

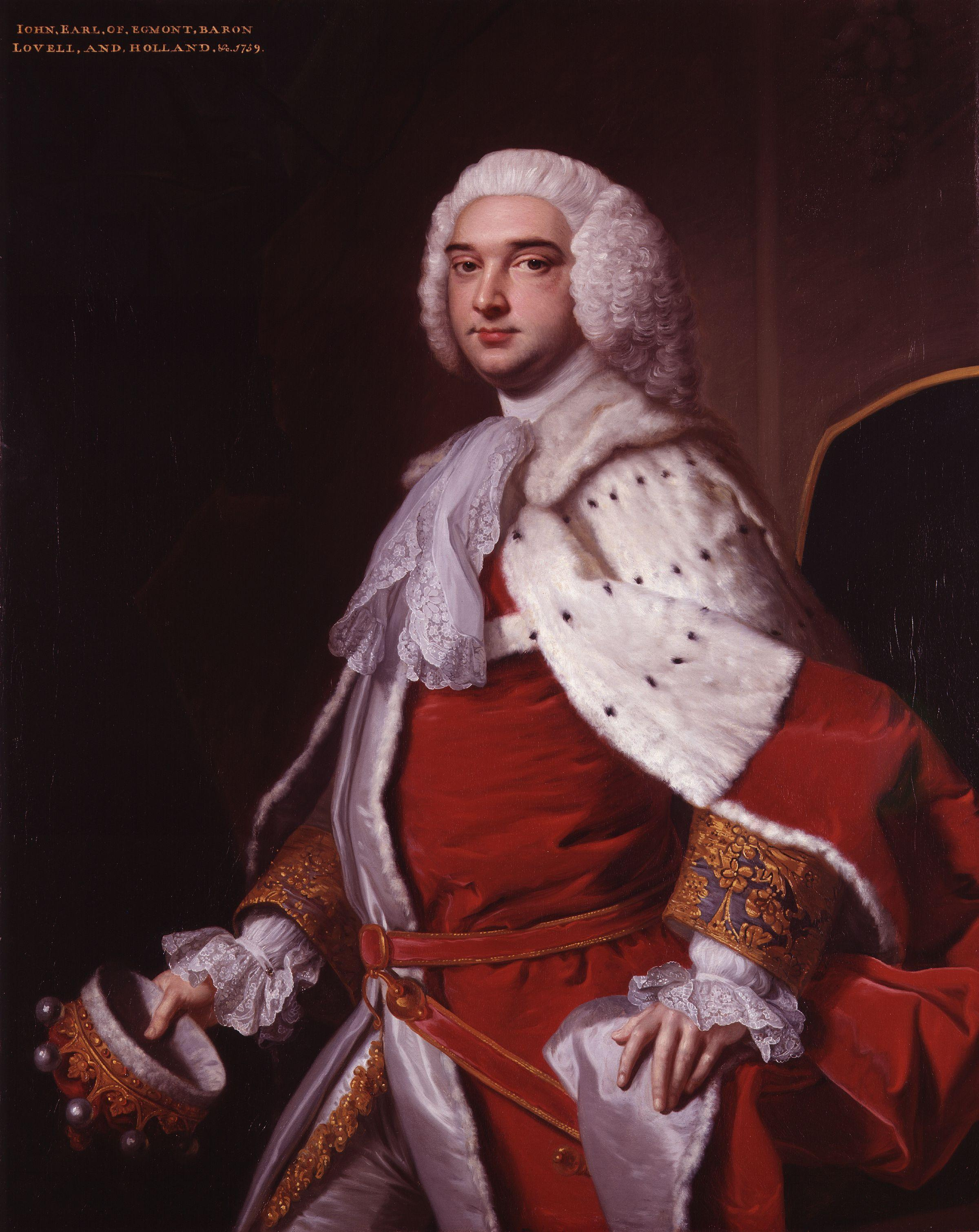
Джон Персівал (1711 – 1770 – ІІ граф Егмонт.

Джон Фрімен-Мітфорд (18 серпня 1748 – 16 січня 1830) – І барон Редесдейл, відомий як сер Джон Мітфорд, відомий ірландський та англійський політик, юрист, королівський радник, депутат парламенту між 1793 і 1802 роками. Він був спікером Палати громад парламенту Об’єднаного Королівства між 1801 і 1802 роками та лорд-канцлером Ірландії між 1802 і 1806 роками.

## Життєпис

### Походження та ранні роки
Джон Фрімен-Мітфорд народився в Лондоні. Він був молодшим сином Джона Мітфорда (пом. 1761) з Ексбері, Гемпшир та його дружини Філадельфії, дочки Віллі Ревелі з Ньютон-Андервуда, Нортумберленд. Історик Вільям Мітфорд був його старшим братом. Джон Фрімен-Мітфорд отримав освіту в школі Чеам і вивчав право в юридичній школі «Іннер Темпл» з 1772 року, а в 1777 році почав працювати адвокатом. 

### Кар’єра
Ставши адвокатом в юридичній спілці «Іннер Темпл» у 1777 році, Джон Фрімен-Мітфорд написав «Трактат про судові справи в суді Канцелярії» англійця Білла, твір, який кілька разів перевидавався в Англії та Америці. У 1789 році він став королівським радником. У 1788 році він став членом парламенту від виборчої округи Бер Алстон, що в Девоні, а в 1791 році він успішно представив законопроект про допомогу римо-католикам, незважаючи на те, що сам був відданим протестантом-англіканцем. У 1793 році він змінив сера Джона Скотта на посаді генерального соліситора Англії (одночасно отримавши титул лицаря), ставши генеральним прокурором через шість років, коли його повернули до парламенту як депутата від Східного Лу, що в Корнуоллі.
У 1794 році він був обраний до наукового Королівського товариства. У лютому 1801 року Джон Фрімен-Мітфорд був обраний спікером Палати громад парламенту і приведений до присяги як радник Таємної ради. Рівно через рік його призначили лордом-канцлером Ірландії. Він отримав титул пера як барон Редесдейл, що в графстві Нортумберленд. Будучи відвертим противником емансипації католиків, Джон Фрімен-Мітфорд був непопулярний в Ірландії. Він не мав підтримки з боку своїх колег: він був об’єктом бридких нападок з боку людини, що публікувалась під псевдонімом «Джаверна», що, як пізніше виявилося, був старшим суддею Робертом Джонсоном, якого засудили за підбурювальний наклеп і в результаті він був змушений піти у відставку. У лютому 1806 року Редесдейл був звільнений після створення Міністерства всіх талантів.
Хоча лорд Редесдейл відмовився повернутися до офіційної політичної і громадської діяльності, він був активним депутатом Палати лордів парламенту Об’єднаного Королівства Великобританії та Ірландії як політик та суддя. У 1813 році він домігся прийняття законів про допомогу неплатоспроможним боржникам і став противником скасування Законів про тестування та корпорації та інших популярних заходів політичної реформи королівства.

### Родина
Лорд Редесдейл одружився з леді Френсіс Персеваль, донькою Джона Персеваля, ІІ графа Егмонта, сестрою прем’єр-міністра Спенсера Персеваля. Шлюб відбувся в 1803 році. Він взяв додаткове прізвище Фрімен у 1809 році за дозволом корони після того, як успадкував маєтки свого родича Томаса Едвардса Фрімена (спадкоємця попереднього лорда-канцлера Ірландії Річарда Фрімена). Леді Редесдейл померла в серпні 1817 року. Лорд Редесдейл пережив її на тринадцять років і помер у Батсфорд-парку, поблизу Мортон-ін-зе-Марш, графство Глостершир, у січні 1830 року у віці 81 року. Його спадкоємцем титулу барона став його єдиний син Джон, який був нагороджений титулом граф Редесдейл у 1877 році.